# Манс, Рут
Рут Манс (англ. Ruth Munce, урождённая Рут Гловер Хилл, англ. Ruth Glover Hill, в замужестве Манс, англ. Munce; 24 января 1898, Джерментаун, штат Пенсильвания — 23 мая 2001) — американская писательница, дочь и продолжательница Грейс Ливингстон Хилл.

## Биография
После смерти матери в 1947 г. сочла себя обязанной закончить её последний роман, «Мэри Арден», опубликованный в 1948 г. В последующие 14 лет опубликовала ещё шесть книг: «Утро значит радость» (англ. Morning is for Joy; 1948), «У Джона Нильсона была дочь» (англ. John Nielson Had a Daughter; 1950, позднее переиздавалась под названием «Возвращение домой», англ. The Homecoming), «Блестящая победа» (англ. Bright Conquest; 1951), «Драгоценный меч» (англ. Jeweled Sword; 1955), «Южный ветер мягок» (англ. The South Wind Blew Softly; 1959), «По эту сторону завтра» (англ. This Side of Tomorrow; 1962).
В 1953 г. открыла в городе Сент-Питерсберг христианскую школу, которой руководила до 1961 г. В конце 1960-х — начале 1970-х на протяжении восьми лет преподавала в Институте изучения Библии в Найроби.